# Lago di Bienne
Il lago di Bienne (in italiano anche: lago di Bienna; in francese: lac de Bienne; in tedesco: Bielersee; in romancio: lai da Bienna) è un lago svizzero situato tra il Canton Berna e, in parte, il Canton Neuchâtel. Porta il nome della città di Bienne (in italiano anche: Bienna) che si affianca alla sua riva.

## Caratteristiche
La lunghezza del lago è di 15 km per una larghezza di circa 4,1 km. La sua superficie è di 39,3 km² per una profondità massima di 74 m.
All'estremità ovest si trova l'isola di San Pietro (Île Saint-Pierre in francese, Sankt Petersinsel in tedesco), conosciuta per aver ospitato il celebre scrittore e filosofo Jean-Jacques Rousseau.

## Città e villaggi in riva al lago
Siccome il lago è situato sul confine tra le regioni di lingua francese e di lingua tedesca, molte località hanno nomi nelle due lingue, anche se non tutte le versioni sono in uso:
- Bipschal - Bévesier
- Erlach - Cerlier
- Gaicht - Jugy
- Gerolfingen
- Hagneck
- Ipsach
- Landern - Le Landeron
- Ligerz - Gléresse
- Lüscherz - Locras
- Mörigen - Morenges
- Neuenstadt - La Neuveville
- Nidau
- Schafis - Chavanne
- Schernelz - Cernaux
- Sutz-Lattrigen
- Täuffelen
- Twann-Tüscherz - Douanne-Daucher
- Vinelz - Fénil
- Vingelz - Vigneules
- Wingreis - Vingras
- Sankt-Petersinsel - Ile de Saint-Pierre